# 大蔵省主税局国税第一課
主税局国税第一課（しゅぜいきょくこくぜいだいいちか）は、かつて大蔵省主税局に置かれていた部署である。

## 沿革
- 1942年（昭和17年）11月1日 - 国税課を国税第一課と国税第二課の2課へ分離。主に直接税を分掌。
- 1945年（昭和20年）3月17日 - 国税第一課は第一課となる。
- 1946年（昭和21年）5月1日 - 第一課は再び国税第一課となる。
- 1949年（昭和24年）6月1日 - 内国税の企画立案は税制課に引き継がれる[1]。

## 所掌事務
所掌
大蔵省分課規定（昭和18年6月25日）に所掌事務が規定されている。
```
（国税第一課の所掌事務）
一 
国税
に関する事務の総轄及連絡調整に関すること。
二 
直接国税
の賦課及減免に関すること。
三 直接国税事務の管理監督に関すること。
四 
民有地
地種目変換に関すること。
五 土地台帳に関すること。
六 家屋台帳に関すること。
七 土地賃貸価格の調査に関すること。
八 無届異動地の整理に関すること。
九 家屋賃貸価格の調査に関すること。
十 異動家屋の整理に関すること。
十一 
法人
の納税積立金に関すること。
十二 
税務代理士
に関すること。
十三 国税制度の調査に関すること。
```